# Колодезский
Колодезский — упразднённый поселок в Новозыбковском городском округе Брянской области. На момент упразднения входил в состав Старовышковского сельсовета. Исключен из учётных данных в 2011 году.

## География
Находится в западной части Брянской области рядом с границей с республикой Беларусь, на расстоянии приблизительно 2 км на северо-западу от села Старый Вышков.

## История
Решением Брянской областной Думой поселок Колодезский Старовышковского сельсовета Новозыбковского района Брянской области упразднен, 1 декабря 2011 года, как фактически не существующий в связи с переселением всех жителей на постоянное место жительства в другие населенные пункты.

## Население
| 1926 | 2002 | 2010 |
| ---- | ---- | ---- |
| 150  | ↘3   | ↘0   |

По данным переписи 2002 года русские составляли 100 % населения посёлка.